# David Sarnoff
Pour les articles homonymes, voir Sarnoff.
David Sarnoff (russe : Давид Сарнов, né le 27 février 1891 – mort le 12 décembre 1971) est un homme d'affaires américain pionnier dans la radio et la télévision commerciale.

## Biographie

### Jeunes années
David Sarnoff est né dans une famille juive à Uzlyany (en), une petite ville de Biélorussie ; ses parents étaient Abraham et Leah Sarnoff : ils avaient émigré aux États-Unis puis rassemblèrent des fonds pour faire venir sa famille. David Sarnoff a passé une grande partie de sa première enfance dans un heder à étudier et mémoriser la Torah. Il a immigré avec sa mère, ses trois frères et sa sœur à New York en 1900, où il a aidé à soutenir sa famille en vendant des journaux avant et après ses cours à l'Educational Alliance (en).

## Parcours
Il a fondé National Broadcasting Company (NBC) et a passé une large partie de sa carrière à Radio Corporation of America (RCA) peu après sa fondation en 1919 jusqu'à sa retraite en 1970.
On lui a attribué la formulation de la loi de Sarnoff.